# Normand Rochefort
Pour les articles homonymes, voir Rochefort.
Normand Rochefort (né le 28 janvier 1961 à Québec, Québec au Canada) est un joueur canadien de hockey sur glace. Il est le neveu de Léon Rochefort qui a joué dans la LNH à titre de centre.

## Carrière de joueur
Après avoir joué durant quatre saisons dans la Ligue de hockey junior majeur du Québec, il fait le saut dans la Ligue nationale de hockey à seulement 19 ans avec les Nordiques de Québec. Aux cours des années avec les Nordiques, il a l'occasion de participer au Rendez-Vous '87 où il est l'un des meilleurs défenseurs du tournoi. Il joue à Québec jusqu'à la fin de la 1987-1988. Il est échangé aux Rangers de New York au cours de l'été 1988.
Ralenti par les blessures, il ne joue pas un rôle de premier plan au sein des Rangers. Son séjour avec eux ce termina en 1992. Il passe la saison suivante en Allemagne avant de revenir dans la LNH, jouant 6 parties avec le Lightning de Tampa Bay en 1993-1994. Cette saison-là, il remporte la Coupe Turner sous les couleurs des Knights d'Atlanta. Il joue dans les ligues mineures jusqu'en 2005, année où il prend sa retraite.

## Statistiques
Pour les significations des abréviations, voir Statistiques du hockey sur glace.

### En club
| Saison     | Équipe                       | Ligue          |     | Saison régulière | Saison régulière | Saison régulière | Saison régulière | Saison régulière |   | Séries éliminatoires | Séries éliminatoires | Séries éliminatoires | Séries éliminatoires | Séries éliminatoires |
| Saison     | Équipe                       | Ligue          | PJ  | B                | A                | Pts              | Pun              | PJ               | B | A                    | Pts                  | Pun                  |                      |                      |
| 1977-1978  | Draveurs de Trois-Rivières   | LHJMQ          | 72  | 9                | 37               | 46               | 36               | -                | - | -                    | -                    | -                    |                      |                      |
| 1978       | Draveurs de Trois-Rivières   | Coupe Memorial | -   | -                | -                | -                | -                | 3                | 0 | 1                    | 1                    | 2                    |                      |                      |
| 1978-1979  | Draveurs de Trois-Rivières   | LHJMQ          | 72  | 17               | 57               | 74               | 30               | 13               | 3 | 11                   | 14                   | 17                   |                      |                      |
| 1979       | Draveurs de Trois-Rivières   | Coupe Memorial | -   | -                | -                | -                | -                | 4                | 0 | 2                    | 2                    | 6                    |                      |                      |
| 1979-1980  | Draveurs de Trois-Rivières   | LHJMQ          | 20  | 5                | 25               | 30               | 22               | -                | - | -                    | -                    | -                    |                      |                      |
| 1979-980   | Remparts de Québec           | LHJMQ          | 52  | 8                | 39               | 47               | 68               | 5                | 1 | 3                    | 4                    | 8                    |                      |                      |
| 1980-1981  | Remparts de Québec           | LHJMQ          | 9   | 2                | 6                | 8                | 14               | -                | - | -                    | -                    | -                    |                      |                      |
| 1980-1981  | Nordiques de Québec          | LNH            | 56  | 3                | 7                | 10               | 51               | 5                | 0 | 0                    | 0                    | 4                    |                      |                      |
| 1981-1982  | Nordiques de Québec          | LNH            | 72  | 4                | 14               | 18               | 115              | 16               | 0 | 2                    | 2                    | 10                   |                      |                      |
| 1982-1983  | Nordiques de Québec          | LNH            | 62  | 6                | 17               | 23               | 40               | 1                | 0 | 0                    | 0                    | 2                    |                      |                      |
| 1983-1984  | Nordiques de Québec          | LNH            | 75  | 2                | 22               | 24               | 47               | 6                | 1 | 0                    | 1                    | 6                    |                      |                      |
| 1984-1985  | Nordiques de Québec          | LNH            | 73  | 3                | 21               | 24               | 74               | 18               | 2 | 1                    | 3                    | 8                    |                      |                      |
| 1985-1986  | Nordiques de Québec          | LNH            | 26  | 5                | 4                | 9                | 30               | -                | - | -                    | -                    | -                    |                      |                      |
| 1986-1987  | Nordiques de Québec          | LNH            | 70  | 6                | 9                | 15               | 46               | 13               | 2 | 1                    | 3                    | 26                   |                      |                      |
| 1987-1988  | Nordiques de Québec          | LNH            | 46  | 3                | 10               | 13               | 49               | -                | - | -                    | -                    | -                    |                      |                      |
| 1988-1989  | Rangers de New York          | LNH            | 11  | 1                | 5                | 6                | 18               | -                | - | -                    | -                    | -                    |                      |                      |
| 1989-1990  | Spirits de Flint             | LIH            | 7   | 3                | 2                | 5                | 4                | -                | - | -                    | -                    | -                    |                      |                      |
| 1989-1990  | Rangers de New York          | LNH            | 31  | 3                | 1                | 4                | 24               | 10               | 2 | 1                    | 3                    | 26                   |                      |                      |
| 1990-1991  | Rangers de New York          | LNH            | 44  | 3                | 7                | 10               | 35               | -                | - | -                    | -                    | -                    |                      |                      |
| 1991-1992  | Rangers de New York          | LNH            | 26  | 0                | 2                | 2                | 31               | -                | - | -                    | -                    | -                    |                      |                      |
| 1992-1993  | Eisbären Berlin              | 2. Bundesliga  | 17  | 4                | 2                | 6                | 21               | -                | - | -                    | -                    | -                    |                      |                      |
| 1993-1994  | Knights d'Atlanta            | LIH            | 65  | 5                | 7                | 12               | 43               | 13               | 0 | 2                    | 2                    | 6                    |                      |                      |
| 1993-1994  | Lightning de Tampa Bay       | LNH            | 6   | 0                | 0                | 0                | 10               | -                | - | -                    | -                    | -                    |                      |                      |
| 1994-1995  | Grizzlies de Denver          | LIH            | 77  | 4                | 13               | 17               | 46               | 17               | 1 | 4                    | 5                    | 12                   |                      |                      |
| 1995-1996  | Spiders de San Francisco     | LIH            | 77  | 3                | 12               | 15               | 45               | 4                | 0 | 0                    | 0                    | 2                    |                      |                      |
| 1996-1997  | Blades de Kansas City        | LIH            | 77  | 7                | 14               | 21               | 28               | 3                | 1 | 0                    | 1                    | 2                    |                      |                      |
| 1997-1998  | Blades de Kansas City        | LIH            | 52  | 1                | 3                | 4                | 48               | 11               | 1 | 2                    | 3                    | 8                    |                      |                      |
| 2002-2003  | Promutuel de Rivière-du-Loup | LHSPQ          | 52  | 3                | 12               | 15               | 32               | 4                | 0 | 0                    | 0                    | 8                    |                      |                      |
| 2002-2003  | Fury de Muskegon             | UHL            | 7   | 0                | 0                | 0                | 16               | 8                | 0 | 0                    | 0                    | 2                    |                      |                      |
| 2003-2004  | Garaga de Saint-Georges      | LHSMQ          | 50  | 4                | 9                | 13               | 46               | 20               | 2 | 3                    | 5                    | 12                   |                      |                      |
| 2004-2005  | Barracudas de Jacksonville   | SPHL           | 15  | 1                | 4                | 5                | 28               | -                | - | -                    | -                    | -                    |                      |                      |
| Totaux LNH | Totaux LNH                   | Totaux LNH     | 598 | 39               | 119              | 158              | 570              | 69               | 7 | 5                    | 12                   | 82                   |                      |                      |

### En équipe nationale
| Année | Équipe | Compétition  |   | PJ | B | A | Pts | Pun           |  | Résultats |
| 1987  | Canada | Coupe Canada | 9 | 1  | 2 | 3 | 8   | Médaille d'or |  |           |

## Trophées et honneurs personnels
- Ligue de hockey junior majeur du Québec
  - 1978 : nommé recrue de l'année (à égalité avec Denis Savard)
  - 1980 : nommé dans la 2e équipe d'étoiles
- Coupe Memorial
  - 1979 : nommé dans l'équipe d'étoiles du tournoi
- Ligue nationale de hockey
  - 1987 : participe au Rendez-Vous '87
- Ligue internationale de hockey
  - 1994 et 1995 : remporte la Coupe Turner avec les Knights d'Atlanta et avec les Grizzlies de Denver

## Transactions en carrière
- 1er août 1988 : échangé aux Rangers de New York par les Nordiques de Québec avec Jason Lafrenière en retour de Bruce Bell, Jari Gronstrand, Walt Poddubny et d'un choix de 4e ronde (Éric Dubois) lors du repêchage d'entrée dans la LNH en 1989.
- 27 septembre 1993 : signe un contrat comme agent libre avec le Lightning de Tampa Bay.